# Yoshi's Universal Gravitation
 (juin 2019).
Si vous disposez d'ouvrages ou d'articles de référence ou si vous connaissez des sites web de qualité traitant du thème abordé ici, merci de compléter l'article en donnant les références utiles à sa vérifiabilité et en les liant à la section « Notes et références ».
Yoshi's Universal Gravitation (ou Yoshi Topsy-Turvy aux États-Unis) est un jeu vidéo de plate-forme sorti en 2004 sur Game Boy Advance. Le jeu a été développé par Artoon et édité par Nintendo.

## Système de jeu
Dans ce jeu, Yoshi doit remplir les divers objectifs des différents niveaux. Cela peut consister à récupérer un certain nombre de pièces, le finir en un temps limité, sans tuer une seule créature ennemie, etc. Il peut s'agir également de la combinaison de plusieurs de ces objectifs.
La grande particularité de ce jeu vient du capteur d'inclinaison intégré dans la cartouche. En effet, pencher la console vers la gauche ou la droite aura une répercussion sur le monde en jeu. Il sera alors possible d'accéder à une plate-forme trop éloignée, faire rouler une boule, mettre en mouvement un balancier, faire tanguer une mer, diriger une chute, etc.

## Développement
Pour l'inauguration de la Game Boy Advance en 2000, Nintendo a développé une technique originale de démonstration, ou démo technologique, fondée directement sur le premier niveau de Yoshi's Story. Cette démo technique a été développée spécifiquement pour montrer la puissance graphique de la Game Boy Advance. Bien que le système de jeu était plus lent, il semblait identique à l'original. Le jeu, qui n'est jamais sorti en tant que tel sur Game Boy Advance, a évolué pour devenir Yoshi's Universal Gravitation, également sur Game Boy Advance sorti en 2005.